# Mertwowod
Mertwowod (ukr. Мертвовід Mertwowid, hist. Martwe Wody) – rzeka na Ukrainie, lewy dopływ Bohu.
Długość rzeki wynosi 114 km, a powierzchnia dorzecza 1820 km².